# Гадюка (фильм, 1965)
«Гадюка» — советский чёрно-белый художественный фильм, историческая драма. Снят режиссёром Виктором Ивченко на киностудии им. Довженко в 1965 году по одноимённой повести Алексея Николаевича Толстого. Премьера: ноябрь 1965 — Киев, 10 мая 1966 — Москва. Натурные съёмки проходили в городе Черновцы.

## Сюжет
Совсем юной девушкой ступив в огонь Гражданской войны, купеческая дочь Ольга Зотова прошла через многие жестокие испытания, стала храбрым и испытанным бойцом Красной армии. Но закончилась война, и самым серьёзным испытанием оказалась для Ольги мирная жизнь, в которой она не нашла своего места.
Один из первых фильмов, посвящённых проблеме «военного синдрома».

## В ролях
| Актёр                                    | Роль                                             |
| ---------------------------------------- | ------------------------------------------------ |
| Нинель Мышкова                           | Ольга Вячеславовна Зотова, купеческая дочь       |
| Борис Зайденберг                         | Дмитрий Васильевич Емельянов, красный командир   |
| Александр Мовчан                         | Афанасий Бабич, красноармеец, поэт               |
| Сергей Ляхницкий                         | Бабичев, директор треста                         |
| Владимир Дальский                        | сосед Зотовой                                    |
| Анна Николаева                           | Серафима Львовна, соседка Зотовой                |
| Мальвина Швидлер                         | Роза Абрамовна, соседка Зотовой                  |
| Константин Степанков                     | Понизовский, сосед Зотовой                       |
| Раиса Недашковская                       | Лялечка Варенцова, соседка и сослуживица Зотовой |
| Иван Миколайчук (в титрах И. Николайчук) | Валька Брыкин                                    |
| Елена Понсова                            | тётка в госпитале                                |
| Любовь Комарецкая                        | Фуркина                                          |
| Павел Киянский                           | Бронштейн                                        |
| Алексей Бунин                            | Вячеслав Илларионович Зотов                      |
| Елена Лицканович                         | комиссар                                         |
| Алексей Таршин                           | эпизод                                           |
| Фёдор Ищенко                             | эпизод                                           |

## Съёмочная группа
- Автор сценария — Григорий Колтунов
- Режиссёр-постановщик — Виктор Ивченко
- Оператор-постановщик — Михаил Чёрный
- Художник-постановщик — Михаил Юферов
- Композитор — Герман Жуковский
- Текст песни — Николай Кооль
- Директор картины — Михаил Ротлейдер

## Видео
В 2000-е годы фильм отреставрирован и выпущен на DVD дистрибьютором «Твистер».